# يوس فان كيمنادي
يوس فان كيمنادي (بالهولندية: Jos van Kemenade)‏ (1937 - 2020)، هو سياسي هولندي شغل منصب وزير التعليم في حكومة هولندا في الفترة بين 1978 - 1981.